# Old Man’s Hands
Old Man’s Hands – drugi album studyjny zespołu Lacrima wydany 1 września 2011 roku.

## Lista utworów
1. „Old Man’s Hands” – 5:55
2. „As a Slave” – 4:44
3. „Regardless” – 3:50
4. „Fever of Deception” – 3:30
5. „Dangerous Patterns” – 2:37
6. „Alar Shadows” – 6:57
7. „Crying Willows '96” – 6:51
8. „I Shouldn't (Live in Kraków)” – 3:49

## Twórcy
- Kuba Morawski – śpiew, gitara instrumenty klawiszowe
- Remo Gawlik – gitara
- Mateusz Podsiadło – gitara basowa
- Piotr „Chaos” Dzik – perkusja
- Hanka Swaryczewska – śpiew (gościnnie)
- Dominik Burzym – miksowanie
- Paul Maciejewski – zdjęcia